# Tachylit

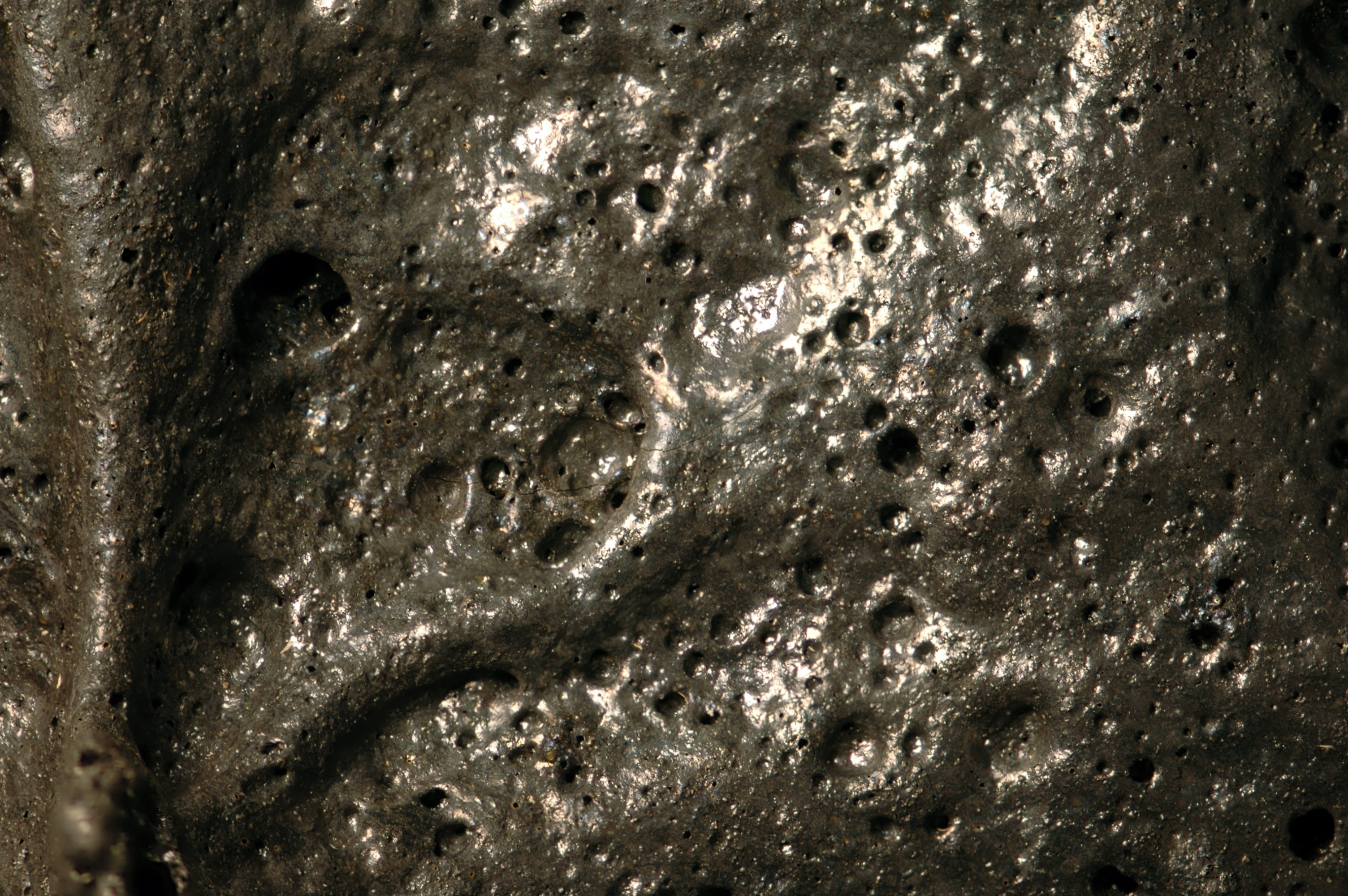
Tachylit vom Kīlauea-Vulkan in Hawaii (Breite des dargestellten Ausschnitts etwa 9 cm)

Tachylit (gr. ταχύς=schnell und λίθος=Stein) ist ein schwarzgrünes bis schwarzes vulkanisches Glas mit basaltischem Chemismus. Es wurde erstmals von August Breithaupt 1826 beschrieben. Tachylite entstehen durch die rasche Abkühlung basaltischer Laven, beispielsweise durch den Kontakt zu Meerwasser, wodurch eine Bildung von Kristallen verhindert wird. Wie alle vulkanischen Gläser sind Tachylite instabil; über lange geologische Zeiträume nehmen sie Wasser auf und werden dadurch palagonitisiert.